# Jacques Cariou
Jacques Cariou (Peumerit, 23 de septiembre de 1870-Tolón, 7 de octubre de 1931) fue un oficial del caballería y jinete francés que compitió en las modalidades de salto ecuestre y concurso completo.
Participó en los Juegos Olímpicos de Estocolmo 1912, obteniendo tres medallas: dos en salto (oro individual y plata por equipos) y una en concurso completo (bronce individual).

## Palmarés internacional
| Juegos Olímpicos | Juegos Olímpicos   | Juegos Olímpicos | Juegos Olímpicos |
| Año              | Lugar              | Medalla          | Categoría        |
| ---------------- | ------------------ | ---------------- | ---------------- |
| 1912             | Estocolmo (Suecia) | Medalla de oro   | Individual       |
| 1912             | Estocolmo (Suecia) | Medalla de plata | Por equipos      |

| Juegos Olímpicos | Juegos Olímpicos   | Juegos Olímpicos  | Juegos Olímpicos |
| Año              | Lugar              | Medalla           | Categoría        |
| ---------------- | ------------------ | ----------------- | ---------------- |
| 1912             | Estocolmo (Suecia) | Medalla de bronce | Individual       |